# 2011년 오만 시위

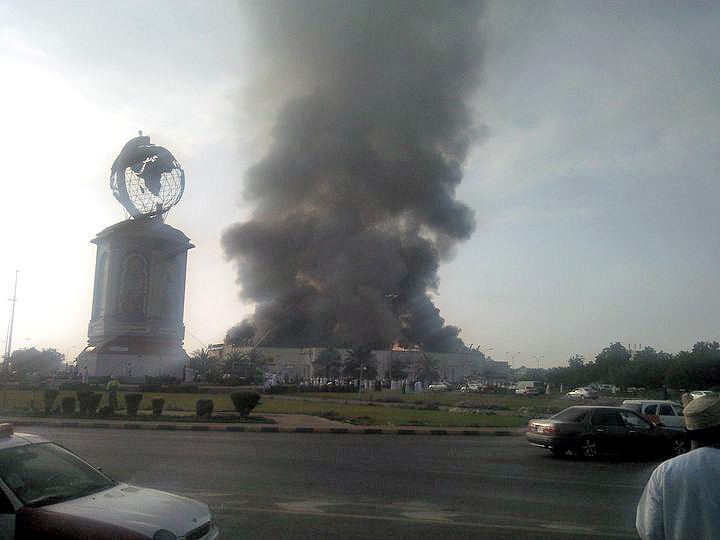
2011년 2월 28일, 오만의 소하르에서 벌어지고 있는 시위의 모습

2011년 오만 반정부 시위는 아랍의 봄 시위의 일부로, 2011년 1월 27일부터 오만의 시민들이 임금 인상, 더 많은 일자리 제공, 그리고 부패 근절을 정부에 요구하며 일어난 시위이다. 시위는 산업 도시인 소하르에 있는 세계 로터리(Globe Roundabout)에서 주로 진행되었다.
수도 무스카트의 시위자들은 정부 각료들의 임기를 4년 이하로 할 것을 요구했다. 또한 그들은 민간 부문 근로자의 최저임금 인상과 물가 인하를 요구했다. 2011년 2월 20일에는 오만 정부가 최저임금을 인상하려는 움직임을 보였다. 그동안 공공 기관 근로자들의 최저임금은 인상되어 왔지만 민간 근로자들의 최저임금 인상은 지지부진했는데, 시위대의 요구로 오만 정부는 15만여 명의 민간 근로자들의 최저임금 또한 월 364달러에서 월 520달러로 인상했다.
그럼에도 불구하고 소하르의 시위자들은 여전히 일자리와 정치 개혁을 요구했다. 그들은 표현의 자유를 보장할 것을 요구하며 정부의 지나친 언론 간섭을 반대하고, 삶의 질 개선과 세금 철폐, 그리고 부패한 정부 장관들에 대한 재판을 요구했다.

## 같이 보기
- 부패 인식 지수
- 세계 자유 지수
- 실업률에 따른 나라 목록